# Лінь Хуаймінь
Лінь Хуаймінь (кит. трад. 林懷民, спр. 林怀民, піньїнь: Lín Huáimín, англ. Lin Hwai-min, народився 19 лютого 1947) — тайванський танцівник, хореограф і письменник. Засновник і художній директор театру «Юньмень» («Захмарні ворота»).
Роботи Лінь Хуайміня привернули помітну міжнародну увагу (зокрема, газета Berliner Morgenpost назвала його «найбільш значним хореографом Азії»). Лауреат премії Семюела Скріппса / ADF за досягнення в галузі сучасного танцю (США).
З 14 років почав публікувати свою прозу в літературному додатку газети «Ляньхебао». Опублікував кілька збірок оповідань і есе «Метаморфози веселки» (1968), «Цикада» (1969), «Про танець» (1981, 1989), «Розминутися» (1989)," «Галасливі цикади і галасливі лотоси тлумачать про дев'ять од» (1993). Тайванський письменник Бай Сяньюн, з яким Лінь Хуайміня пов'язує тривала дружба, одного разу так сказав про його оповідання 1960-х років: «молоді люди в оповіданнях Лінь Хуайміня все ще блукають у світі соціальних проблем, але, боюся, вони не змогли б винести „почуття занепокоєння про країну“ в той час».

## Особисте життя
Лінь Хуаймінь є відкритии геєм і перебуває в тривалих стосунках з тайванським письменником і художником Чан Сюнем. Вони живуть разом у житловому комплексі поблизу річки Тамсуй у районі Балі міста Новий Тайбей.

## Постановки
- 1974 — Свято холодної їжі (танець)
- 1975 (2 вересня) — Легенда про Білу Змію
- 1978 — Спадщина
- 1979 — Ляо Тянь-Дін
- 1983 — Сон у Червоному теремі
- 1984 — Приношення весні. Тайбей 1984
- 1985 — Земля мрій
- 1986 —Моя ностальгія, мої пісні
- 1989 — Елегія (Первісна назва «Сьогодні чотири години дня 8 червня 1989-го року…», в пам'ять про події на площі Тяньаньмень)
- 1991 — Гра у відкриту і блеф
- 1993 — Дев'ять наспівів
- 1994 — Пісні скитальців — Виставу «Пісні скитальців» Лінь Хуаймінь створив у 1994 році, використавши парадоксальне поєднання літературного та музичного матеріалу — канву роману Германа Гессе «Сіддхардха» і грузинські народні пісні у виконанні вокального ансамблю «Руставі». Цей спектакль, основна тема якого — прагнення до осягнення сенсу життя і духовного просвітління, став частиною основного, випробуваного часом репертуару «Захмарних воріт» і з незмінним успіхом виконувався на сценах більш ніж 20 країн світу[6].
- 1997 — Білизна
- 1997 — Образи сімей
- 1998 — Місяць, відображена у воді
- 1999 — Спалювання сосни
- 2001 — Сни в бамбуковому гаю
- 2001 — Скоропис
- 2002 — Дим
- 2003 — Кіптява сосни (Скоропис II)
- 2004 — Пейзаж
- 2005 — Шалений скоропис — Хореографія навіяна «ходовим» і «біглим» стилями письма пензлем у традиційній китайській каліграфії[7].
- 2006 — Білизна II, Білизна III (разом з постановкою 1997 становить трилогію білизни)
- 2008 — Пісні птахів
- 2008 — Шепіт квітів, за мотивами чеховської п'єси «Вишневий сад», постановка була показана в червні 2010 року на Міжнародному театральному фестивалі імені Чехова[8].
- 2009 — Скоропис III
- 2010 — Прислухаючись до річки[9], Сліди від покрівлі, що протікає
- 2011 — Якби не було тебе
- 2013 — Рисові колоски
- 2014 — Біла вода, Найдрібніші частинки світобудови
- 2017 — Формоза — спектакль показали у Москві 17 і 18 червня 2019 року на Міжнародному театральному фестивалі імені Чехова, як прощальний спектакль Лінь Хуайміня[10][11]
- 2019 — Осіння вода

### Переклади іноземними мовами
- Cicada. Transl. by Timothy Ross und Lorraine S. Y. Lieu. In: Joseph S. M. Lau: Chinese Stories From Taiwan: 1960—1970. Columbia UP, New York 1976, S. 243—319.